# Laure Soulié
Laure Soulié (nascuda el 28 d'abril de 1987) és una biatleta andorrana retirada que originalment va competir per França, ja que la seva mare és francesa i Andorra no tenia equip. Ha competit per Andorra des del 2009 i va representar Andorra als Jocs Olímpics d'hivern de 2014. La seva millor posició és el 9è lloc en la cursa individual de 15 km a Ruhpolding, Alemanya, la temporada 2013-2014.

## Biografia
Nascuda a Andorra la Vella de mare francesa, va començar el biatló als quinze anys i després es va incorporar a la selecció francesa el 2005, guanyant una cursa de la Copa d'Europa júnior en la seva primera temporada. El 2006, va guanyar la medalla de bronze de relleus al Campionat del Món Juvenil.
Va decidir competir per Andorra a partir de la temporada 2009-2010, on va participar en les seves primeres proves del Mundial, sumant els seus primers punts (quaranta primers). Única integrant de la selecció andorrana, és de fet la primera biatleta que representa aquest país a nivell internacional. El 2011 va ser seleccionada per al seu primer Campionat del Món, celebrat a Rússia.
El 10 de gener de 2014 va aconseguir la novena posició en l'individual de Ruhpolding gràcies a un 19 de 20 en tir, arribant per primera vegada al top 10 i aconseguint el millor resultat de la història d'Andorra en biatló. El mes següent va participar als Jocs Olímpics de Sotxi, aconseguint el 48è lloc en l'individual i el 66è en l'esprint. Es va retirar de l'esport al final de la temporada 2013-2014.